# サファー・ベイルートSC
サファー・スポルティング・クラブ（アラビア語: نادي الصفاء الرياضي, 英語: Safa Sporting Club）は、レバノンのベイルートをホームタウンとするサッカークラブ。

## タイトル
- レバノン・プレミアリーグ 優勝 (3) : 2011-12, 2012-13, 2015-16
- レバノンFAカップ（英語版） 優勝 (3) : 1964, 1986, 2013
- レバノン・スーパーカップ（英語版） 優勝 (1) : 2013
- レバノン・エリートカップ（英語版） 優勝 (2) : 2009, 2012

## 過去の成績
- 2001-02 レバノン・プレミアリーグ 5位
- 2002-03 プレミアリーグ 6位
- 2003-04 プレミアリーグ 4位
- 2004-05 プレミアリーグ 5位
- 2005-06 プレミアリーグ 3位
- 2006-07 プレミアリーグ 2位
- 2007-08 プレミアリーグ 5位
- 2008-09 プレミアリーグ 3位
- 2009-10 プレミアリーグ 3位
- 2010-11 プレミアリーグ 2位
- 2011-12 プレミアリーグ 優勝
- 2012-13 プレミアリーグ 優勝
- 2013-14 プレミアリーグ 2位

### AFC主催大会成績
- アジアカップウィナーズカップ
  - 1992-93 1回戦（棄権）
  - 2000-01 1回戦（棄権）

- AFCカップ
  - 2008 準優勝
  - 2009 ラウンド16
  - 2012 グループステージ
  - 2013 グループステージ
  - 2014 ラウンド16

## 歴代所属選手
- ユセフ・モハマド 1999-2002
- イブラヒム・トゥーレ 2013-2014
- ヨハン・カッペルホフ 2023-